# Blockmodellanalyse
Die Blockmodellanalyse ist ein Verfahren zur Nachbildung von Beziehungsstrukturen in einem Netzwerk, das in der Soziologie genutzt wird.
Es geht zurück auf die Gruppe der Harvard-Strukturalisten um Harrison C. White. Die Vorgehensweise ist induktiv. Strukturelle Äquivalenzen sind der Ausgangspunkt von Blockmodellanalysen. Als strukturellen äquivalent gelten Beziehungen, die in ihrer Struktur vergleichbar sind, also gleiche Beziehungen zwischen Akteuren aufweisen; z. B. sind die Beziehungen eines Vaters zu seinen drei Töchtern drei strukturell äquivalente Beziehungen. Die Blockmodellanalyse führt unterschiedliche Sorten struktureller Äquivalenz zusammen und erlaubt dadurch weitgehende Einblicke in die Strukturen innerhalb eines Netzwerks.

## Vorgehensweise
Eine Blockmodellanalyse erfordert im Prinzip vier Arbeitsschritte:
1. Datenerfassung (zur strukturellen Äquivalenz)
2. Blockmodellierung
3. Blockverdichtung
4. Blockkombination

### Erfassung der Daten (zur strukturellen Äquivalenz) in einer Matrix

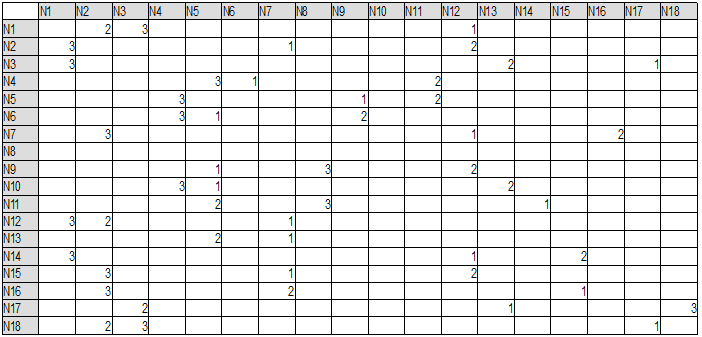
Blockmodellanalyse Schritt 1: Dateneingabe

Alle Relationen innerhalb eines Netzwerkes werden über einen Wert einer Skala gewichtet und in einer Matrix abgelegt.
Beispiel:
Als Beispieldaten werden Daten herangezogen, die White selbst verwendet: Es handelt sich um die Beziehungen zwischen 18 Klosternovizen. Den Novizen wurden 8 Fragen vorgelegt, die ihr Verhältnis zu den anderen beschreiben sollten:
- wen sie mögen
- wen sie wertschätzen
- wen sie für den Verursacher von Streit halten
- mit wem sie verfeindet sind

und anderes mehr.
Dabei sollten sie für die erste Wahl 3 Punkte vergeben, für die zweite Wahl 2 Punkte und für die dritte Wahl 1 Punkt. Diese Werte werden in eine Matrix eingetragen:

### Blockmodellierung
Diese Daten werden sortiert in einer Weise, dass Untergruppen innerhalb des Netzwerks erkennbar werden. Dieser softwaregestützte Vorgang wird „Blockmodellierung“ genannt und ist der Kern dieser Methode. White und seine Kollegen haben dazu Algorithmen entwickelt (der erste trug den Namen CONCOR-Algorithmus), die die Reihen und Spalten der Matrix solange umsortieren, bis eine überzeugende Blockbildung vorliegt.

Beispiel:

Das sortierte Ergebnis der Klosternovizen sieht zu der Frage „mag ich“ folgendermaßen aus:

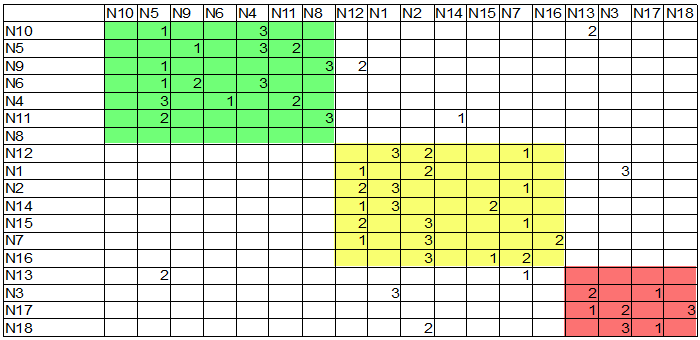
Blockmodellanalyse Schritt 2: Modellierung

Über die Blockmodellanalyse wird sichtbar, dass es im Wesentlichen 3 Untergruppen gibt, die auf Basis der Sympathie-Relation als Blöcke ausgemacht werden können. Ebenso deutlich wird, dass die Sympathie-Relationen zwischen den Gruppen auffällig dünn sind. Weiterhin lassen sich aufgrund der Sympathie-Werte Vermutungen anstellen, wer welche Positionen innerhalb der Untergruppen einnimmt. Person N2 erhält die höchsten Sympathiewerte in der gelben Gruppe, während N14 eine Sonderstellung hat, da er zwar Sympathien für Gruppenmitglieder äußert, jedoch keinerlei gleichwertige Resonanz erfährt.

### Blockverdichtung
Im nächsten Arbeitsschritt werden die Daten verdichtet und reduziert, um zu globaleren Aussagen zu gelangen. Dabei kommt besonders zum Tragen, dass bei der Erfassung struktureller Äquivalenz zahlreiche Nicht-Relationen bestehen.
Beispiel:

Im vorliegenden Beispiel lassen sich die Untergruppen und ihre Sympathie-Beziehungen darauf reduzieren, dass es innerhalb der jeweiligen Gruppen hohe Sympathiewerte gibt, und darüber hinaus Sympathiebekundungen, die von Gruppe C (Rot) auf die Gruppe B (Gelb) gerichtet sind, aber von dort nicht erwidert werden. In einer Matrix lässt sich dies wie folgt darstellen:

### Blockkombination
In einem letzten Schritt können nun die verdichteten Blöcke für unterschiedliche strukturelle Äquivalenzen miteinander verglichen werden. Dadurch wird ein differenzierter Blick in die innere Dynamik eines Netzwerkes erkennbar.
Beispiel:
Im vorliegenden Beispiel führt die Verdichtung der Blöcke zu der Frage „Wer ist Unruheherd?“ zu folgender Matrix:

Vereinfacht formuliert, macht Gruppe A (Grün) Mitglieder aus Gruppe B (Gelb) verantwortlich und umgekehrt, und alle sind sich einig, dass in Gruppe C (Rot) die Unruhestifter sitzen. Das mag im konkreten Fall nicht sehr überraschen, eröffnet jedoch – insbesondere bei weniger ähnlichen Fragestellungen – neue Interpretationsmöglichkeiten.
Die prognostische Kraft der Blockmodellanalyse zeigte sich im konkreten Fall dadurch, dass der Novize N2 des Klosters später verwiesen wurde (wegen Aufmüpfigkeit) und die Novizen N3, N17, N18 wegen „Unreife“ das Kloster verlassen mussten.

## Anwendungsbeispiel
Das prominenteste Beispiel für die Anwendung netzwerkanalytischer Verfahren auf der Grundlage spätmittelalterlicher Quellenbestände ist die Studie der beiden amerikanischen Politikwissenschaftler Christopher Ansell und John Padgett über die Medici. Sie erforschten den Aufstieg der Medici mit Hilfe von Blockmodellanalysen. Dabei wurden die Kredit- und Familienbeziehungen in Matrizen abgebildet und nach dem Verfahren der Blockmodellierung analysiert.

## Einordnung
Die Blockmodellanalyse ist nach wie vor ein sehr leistungsfähiges Werkzeug. Es hat aber vor allem auch historisch große Bedeutung. Jansen beschreibt „die Entwicklung der … Blockmodellanalyse … durch die Harvard-Strukturalisten um Harrison C. White als den entscheidenden Fortschritt, der zur Etablierung der Netzwerkanalyse als einer eigenen Forschungsrichtung führte. … Mit der Blockmodellanalyse entwickelten sie einen Algorithmus, der es erlaubt, aus den Beziehungsdaten auf der Ebene der Individuen auf gesamtgesellschaftliche Positions- und Rollenstrukturen zu schließen.“ (Jansen, 1999, p. 47)

Fuhse und Jansen beklagen die geringe Anwendung der Blockmodellanalyse (Schmitt & Fuhse, 2015, p. 42, Jansen, 1999, p. 48). Trotzdem finden sich im deutschsprachigen Bereich einige Forschungsgruppen, bei denen Blockmodellanalysen ausgiebig eingesetzt wurden. Dies geschah insbesondere für die Untersuchung von Netzwerken im Internet. Hierbei wurden Mailinglisten (Stegbauer & Rausch, 1999 und in einer ganzen Monographie Stegbauer, 2001) analysiert. Ferner wurden Chats zu politischen Themen untersucht (Stegbauer & Rausch, 2006, p. 199–220). Stegbauer und Rausch konnten auch zeigen, dass die Blockmodellanalyse sich ebenfalls zur Untersuchung von Verlaufsdaten eignet (Stegbauer & Rausch 2006, p. 169–198). Meist ergaben sich mit Hilfe dieser Untersuchungsmethode Zentrum-Peripherie Strukturen.
Clemens ordnet die Blockmodellanalyse eher der politischen Feldforschung zu (Clemens, 2015, p. 272). Die Blockmodellanalyse ist sicher auch deshalb nicht so präsent, weil die Algorithmen deutlich weiter entwickelt wurden und weil durch verbesserte Visualisierungsmöglichkeiten Sichten auf derartige Datenbestände möglich sind, die in ihrer Aussagefähigkeit über die Blockmodellanalyse hinausgehen.

## Weiterentwicklung
So kann heute eine Visualisierung unter Nutzung eines Algorithmus‘ von Yifan Hu, der z. B. im Rahmen der Software Gephi bereitgestellt wird, die Relationen innerhalb eines Netzwerks weit besser abbilden.
- Die interne Gruppenbildung wird viel besser erkennbar, gerade in ihrer Abgrenzung und gleichzeitig in ihrer Offenheit.
- Zwischenpositionen einzelner Individuen werden viel deutlicher sichtbar, da nicht jede Person einer Gruppe zugeordnet wird, sondern durch die räumliche Positionierung mehr oder minder nah herangerückt werden kann.
- Die gruppeninternen Strukturen werden über die Stärke der Kanten leichter erkennbar.